# István Magyar
István Magyar (* 4. August 1955 in Budapest) ist ein ehemaliger ungarischer Fußballspieler.

## Karriere

### Verein
Magyar begann das Fußballspiel im Nachwuchs bei Ferencváros Budapest. Er spielte bis 1973 bei Szolnoki MÁV FC, von dort wechselte er zu Ferencváros Budapest, wo er fünf große Erfolge erzielte: KEK-Finalist 1975, Meister 1976, MNK-Sieger 1974, 1976, 1978. In der Saison 1974/1975 erreichte er das Finale des Europapokal der Pokalsieger und spielte bei der 0:3-Endspielniederlage gegen Dynamo Kiew über die vollen 90 Minuten.
1979 floh Magyar nach Spanien, er kehrte mit der Mannschaft von einer Spanien-Rundfahrt nicht mehr zurück und wurde dafür mit einer einjährigen Disqualifikation bestraft und spielte in der Saison 1979/80 für keinen Verein. Nach Verbüßung der einjährigen Sperre spielte er erstmals in Belgien. 1982 unterschrieb er einen Vertrag bei Austria  Wien, wo Tibor Nyilasi für ein Jahr sein Teamkollege wurde.
Ab der Saison 1982/83 spielte er für Austria Wien.
Am 6. April 1983 kam es im Halbfinale des Europapokal der Pokalsieger zum Aufeinandertreffen gegen Real Madrid, welches mit 2:2 beendet werden konnte (er erzielte dabei ein Tor), das Rückspiel aber 1:3 verloren ging.
Er beendete 2002 seine Profifußball Karriere und begann als Trainer bei UFC Mannersdorf, weitere Stationen war ASK Hirm, UFC Schützen und ASK Tschurndorf/Kalkgruben.

### Nationalteam
In seiner Karriere spielte er in der WM-Qualifikation 1978 und in der Qualifikation zur Euro 80. Von 1975 bis 1979 bestritt er 16 Spiele in der Ungarischen Fußballnationalmannschaft und erzielte 1 Tor. Sein Debüt feierte am 7. Mai 1975 gegen die Iranische Fußballnationalmannschaft in Teheran.

## Erfolge
- 1 × Ungarischer Meister: 1976
- 3 × Ungarischer Pokalsieger: 1974, 1976, 1978
- 1 × Österreichischer Meister: 1984